# 112
Cette page concerne l'année 112  du calendrier julien. Pour l'année 112 av. J.-C., voir 112 av. J.-C. Pour le nombre 112, voir 112 (nombre). Pour le numéro d'urgence, voir 112 (numéro d'urgence européen).
L'année 112 est une année bissextile qui commence un jeudi.

## Événements
- 1er janvier : Trajan inaugure son nouveau Forum et la Basilique Ulpia à Rome à l'occasion de son sixième consulat[1].

- 28 janvier : début de 15 jours de Jeux à Rome pour célébrer le quatorzième anniversaire de l'avènement de Trajan[1].

- Avril : Hadrien obtient des pouvoirs impériaux spéciaux pour superviser les opérations en Orient[1].

- Tacite est nommé proconsul de la province d’Asie (fin en 113)[2].